# International Plaza (Singapur)
El International Plaza (en chino simplificado, 凯联大厦; pinyin, Kǎilián dàshà: ; : ) es un rascacielos de uso comercial y residencial, localizado en Anson Road, en Tanjong Pagar, dentro del Distrito financiero de Singapur.
Actualmente alberga el Consulado de Malta en el 15.º piso y el Consulado de Tuvalu en el 25.º piso.

## Historia
En 1966 se creó el Departamento de Renovación Urbana de la Junta de Vivienda y Desarrollo para facilitar una mayor flexibilidad y autonomía en la reestructuración integral del Área Central de Singapur. El desarrollo del  International Plaza fue el resultado del tercer programa de ventas de sitios del departamento en 1969.
Para evitar afectar las operaciones dentro del edificio, la construcción se llevó a cabo en tres fases. La primera consistió en la construcción de un podio comercial y minorista de siete plantas, a lo que siguió la segunda fase de la construcción de la torre de oficinas. La última fase fue la construcción de las unidades de apartamentos y áticos sobre las oficinas.
Construido a un costo de S $ 52,8 millones y terminado el 7 de junio de 1976, el International Plaza de 50 plantas fue uno de los proyectos pioneros de Singapur en la década de 1970 a la hora de integrar múltiples operaciones en un único desarrollo de uso mixto.
En 1985, los propietarios llevaron a cabo una actualización menor, que incluyó un retrofitting interior y la adición de una pared de vidrio externa para lograr el valor total de transferencia térmica deseado. La renovación de International Plaza costó S $ 15 millones. El edificio tenía una elaborada fachada de led instalada como parte del plan del gobierno de Singapur para iluminar edificios en el distrito central de negocios.
Con una altura de 190 metros (623 ft), el International Plaza era uno de los tres edificios más altos en Singapur cuando se terminó de construir, allá por 1976. Los otros dos eran el OCBC Centre, de 201 metros, y el DBS Building, de 186 metros. Sin embargo, sí era el edificio con viviendas más alto de Singapur.

## Servicios y arquitectura
La empresa arquitectónica Ang Kheng Leng y Asociados (1955–97), más tarde Ang Kheng Leng y Socios (1997–2005), diseñó el Internacional Plaza. Integrando apartamentos, instalaciones de deportes, oficinas y un centro comercial minorista en un edificio solo, Internacional Plaza epitomises el concepto de viviente y trabajando en el Distrito financiero de la ciudad. El diseño del edificio aspira para poner un concepto de trabajo-equilibrio de vida para sus ocupantes, con sus funciones múltiples y verticalmente stacked amenidades. Internacional Plaza consigue su objetivo como self-apartamento suficiente, céntrico bloque, haciéndolo uno del más altamente proyectos exitosos de esta naturaleza para datar.
Localizado en un terreno de 6.976 metros cuadrados (75.090 pies cuadrados) ubicado en el cruce de Choon Guan Calle y Anson Carretera, el 50 storey el anuncio y el rascacielos residencial comprende un siete-storey podio triangular que casas un centro comercial y multistorey park, y un 43-storey, un bloque octagonal de torre para oficinas, apartamentos y penthouses. Internacional Plaza es un desarrollo mixto grande con una área de piso bruta total de 137.930 metros cuadrados (1.484.700 pies cuadrados), construyó alrededor dos patios internos grandes. El complejo entero es plenamente aire-condicionado, y servidos por 20 ascensores de velocidad alta y cuatro Escalera mecánica.
El centro comercial con 270 tiendas está localizado en la tierra a tercer piso, y el aparcamiento, de cuarta a octava planta. El aparcamiento en el área en los niveles más bajos tuvo su sistema de ascensor propio que, desafortunadamente durante horas punta, resultados en mucha confusión y congestión de tráfico hasta el sistema entero era completamente upgraded en 1985 cuando parte de un interior retrofitting.
Las oficinas de 388 unidades están extendidas del noveno al 35.º piso en el bloque de torre. Las ofertas complejas una piscina, club de salud y otras instalaciones recreativas en el 36.º piso. El bloque residencial, que está localizado entre las plantas 37.º a 50.º, ofrece una variedad de apartamentos, de una, dos o tres dormitorios a cuatro-dormitorio penthouses en el piso superior. El edificio tiene un techo verde con vistas escénicas de la ciudad para sus residentes.